# Ingvild Snildal
Ingvild Snildal (Asker, 25 agosto 1988) è un'ex nuotatrice norvegese.

## Carriera
Fortemente specializzata nella farfalla, ha vinto la medaglia di bronzo ai campionati mondiali di Roma 2009 nei 50m.
È stata altresì campionessa europea nei 100m farfalla nel 2012.

## Palmarès
- Mondiali

Roma 2009: bronzo nei 50m farfalla.
- Europei

Debrecen 2012: oro nei 100m farfalla e bronzo nei 50m farfalla.
- Europei in vasca corta

Istanbul 2009: bronzo nei 50m farfalla.
Eindhoven 2010: argento nei 100m farfalla.